# U.S. Pro Tennis Championships 1987
Lo U.S. Pro Tennis Championships 1987  è stato un torneo di tennis giocato sulla terra rossa. È stata la 60ª edizione del torneo, che fa parte del Nabisco Grand Prix 1987. Il torneo si è giocato al Longwood Cricket Club di Boston negli Stati Uniti, dal 6 al 12 luglio 1987.

## Campioni

### Singolare maschile
Mats Wilander ha battuto in finale  Kent Carlsson con il punteggio di 7–6, 6–1

### Doppio maschile
Hans Gildemeister /  Andrés Gómez hanno battuto in finale  Mats Wilander /  Joakim Nyström con il punteggio di 7–6, 3–6, 6–1